# 九巴屯門總修中心
九巴屯門總修中心（KMB Overhaul Centre），簡稱KOC，俗稱82廠，是九巴和龍運巴士旗下主要巴士維修中心，位於新界屯門區屯門第9區建安街1號，鄰近九巴屯門車廠，耗資逾1億港元建造，於1984年3月30日啟用。 
此車廠的車輛入口位於建泰街，出口則設於建安街。

## 歷史
九巴早於七十年代末期經已籌劃興建一座巴士維修中心，政府在1979以私人協約方式批出建安街土地予九巴興建。後來總修中心的興建工程在1981年10月展開，並於1984年3月30日啟用，開幕禮由當時的運輸司施恪主持。由於此總修中心規模龐大，故曾列入「健力士世界紀錄大全」中全球規模最大的多層維修中心。 
2008年，九巴技術訓練學校以屯門總修中心為訓練基地。
為善用資源，2015年9月起總修中心負責屯門車廠轄下車輛日常維修工作。

## 概況
屯門總修中心主要為九巴和龍運巴士的車輛進行中修（年驗）和大修，以及負責屯門車廠轄下車輛日常維修工作。
該廠樓高三層，佔地10,880平方米。 總修中心地下設有54個維修坑，供巴士進行車底檢查和維修，同時亦供運輸署作檢驗之用。一樓和二樓則用作巴士維修，並備有大型起重機器，以拆卸和安裝巴士部件，乃至更換整副車身、底盤或引擎；而位於二樓的塗噴車間則為巴士噴上車身顏色。天台除停泊泊巴士外，更可供巴士進行車身漏水測試，以及清洗底盤之用。
總修中心每日為大約76輛巴士進行維修，以及每月讓運輸署檢查大約340輛巴士，署方汽車檢測員在星期一至五檢驗16至27輛巴士。若需要大修，巴士上主要零件包括變速箱、燃油噴射裝置和差速器等均會從巴士上拆下來，運到專責部門維修，有需要時更要求承包商在不同範圍內提供技術支援服務。
事實上，九巴內部對巴士的要求比法定標準更為嚴格，巴士經過總修中心的維修，成功通過運輸署首次檢查的比率特別高。
總修中心共有大約450名工作人員，二樓設有員工飯堂，大部份座椅都是非空調巴士巴士坐椅。

## 相關事件

### 巴士意外
- 2017年9月8日：下午2時許，一輛被拆去6條車胎的Enviro500 MMC 12米（ATENU157，車牌號碼SH9283），共用4座千斤頂撐起等待維修，其中一座千斤頂突然折斷，巴士向右翻側，壓着一輛黑色工具車，無人受傷。據悉，當時巴士正被墊高以更換喉管，擱起準備修理；翻側後巴士車尾蓋打開，靠近車尾的一座千斤頂明顯折斷。[6]
- 2024年7月31日清晨，一名廠務司機將一部富豪B8L（V6B55，車牌號碼WF1944）停泊在斜路時無法熄火，下車處理時懷疑沒有拉手掣，車長使用車尾緊急掣關掉引擎後，閘鎖失效，巴士在無人駕駛情況下溜前，撞向辦公室外牆，車頭嚴重損毀，車長輕傷[7]。

### 電影拍攝
- 1988年：電影公司拍攝電影《義膽紅唇》，最後一幕於此廠取景，講述在廠內有一單軍火交易，由周潤發飾演警察，入內破案，當中有不少打鬥場面。匪徒後來在維修車坑駛出一輛已退役丹拿E型巴士（D402，車牌號碼AD7308）和周潤發決鬥，當中可以看到當時丹拿E的內籠，最後該巴士被霰彈槍炸毀車頭，並嚴重毀爛，拍畢電影後被拆毀。

## 外部連結
- 中華巴士紀念館 九巴屯門總修中心簡介（页面存档备份，存于）